# A Boy and His Atom
A Boy and His Atom: The World’s Smallest Movie (deutsch Ein Junge und sein Atom: Der kleinste Film der Welt) ist der Titel des laut Guinness-Buch der Rekorde kleinsten analog gespeicherten Films, das heißt des Films auf dem kleinsten Trägermedium. Der Film dauert nur eine Minute. Er entstand am 30. April 2013 im IBM Almaden Research Center. Er besteht aus 242 Einzelbildern in Stop-Motion-Technik und zeigt die Konturen von Kohlenmonoxyd-Molekülen, deren Position mit Hilfe eines Rastertunnelmikroskopes jeweils so manipuliert wurde, dass sie einen ballspielenden Jungen bilden.